# 宜灣天主堂
23°12′37″N 121°24′02″E / 23.21038°N 121.40054°E
宜灣天主堂，又稱和平之后堂，是一座位於台灣台東縣成功鎮的天主教教堂。

## 歷史
1953年，姚秉彝神父開始在台東東海岸一帶傳教。1957年，宜灣正式成為堂區，並興建了一座茅草屋頂教堂。現在的宜灣天主堂竣工於1960年10月21日。宜灣天主堂外觀類似一個王冠，顏色為白色，象徵和平之意涵。

## 連結
- 宜灣天主堂的Facebook專頁
- 東海岸最美麗珍珠《4》宜灣天主堂(和平之后堂) - 心動山海情（页面存档备份，存于）